# Ourdchar
Ourdchar (Urzhar ou Үржар, Úrjar) est une ville située dans la province d'Abay. C'est la capitale du District d'Urjar.
La population était de 17 320 habitants en 2009.
L'aérodrome d'Ourdchar est situé à proximité.